# Skiatook
Skiatook is een plaats (town) in de Amerikaanse staat Oklahoma, en valt bestuurlijk gezien onder Osage County en Tulsa County.

## Demografie
Bij de volkstelling in 2000 werd het aantal inwoners vastgesteld op 5396.
In 2006 is het aantal inwoners door het United States Census Bureau geschat op 6363, een stijging van 967 (17.9%).

## Geografie
Volgens het United States Census Bureau beslaat de plaats een oppervlakte van
38,2 km², waarvan 37,9 km² land en 0,3 km² water.

## Plaatsen in de nabije omgeving
De onderstaande figuur toont nabijgelegen plaatsen in een straal van 20 km rond Skiatook.